# Muffendorf

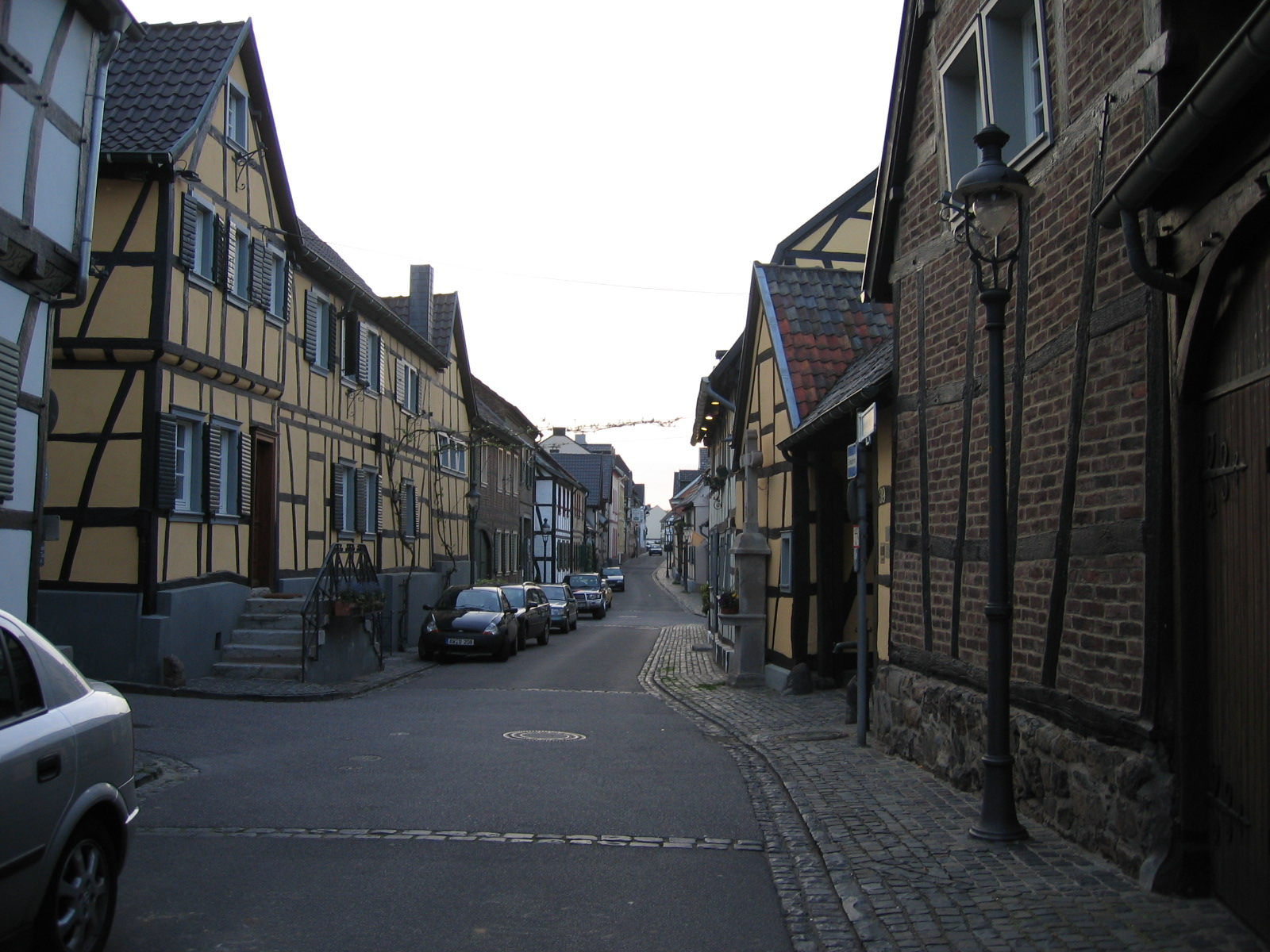
Hauptstraße Muffendorfs

Muffendorf ist ein Ortsteil der Bundesstadt Bonn im Stadtbezirk Bad Godesberg. Er wird hauptsächlich als Wohngebiet genutzt und besitzt einen malerischen Ortskern mit fränkischen Fachwerkhäusern aus dem 17. Jahrhundert.

## Lage
Muffendorf liegt an einem Berghang zwischen dem höher gelegenen Heiderhof und Pennenfeld im Rheintal. Im Norden wird es von Alt-Godesberg und im Süden von Lannesdorf begrenzt.

## Geschichte
Funde von Faustkeilen belegen, dass im heutigen Gebiet von Muffendorf schon zur Altsteinzeit Menschen lebten.
Zur Zeit des römischen Kaisers Mark Aurel (161 bis 180 n. Chr.) ließ sein Legat Gaius Scribonius einen der Jagdgöttin Diana geweihten Tempel erbauen.
Etwa an dieser Stelle steht heute, umgeben vom weiterhin genutzten Friedhof und dem im Privatbesitz befindlichen, in weiten Teilen aus dem 17. Jahrhundert stammenden Pfarrhaus, die romanische Kirche Alt St. Martin, in der 1911 der Weihestein des Tempels (dort als Altartisch verwendet) entdeckt wurde.
Die erste urkundliche Erwähnung der fränkischen Siedlung Muffendorf ist datiert auf den 13. Juni 888. Der Name geht möglicherweise auf eine noch ältere keltische Ansiedlung (Muffo) zurück. Der der Martinskirche gegenübergelegene, einst der Benediktinerabtei St. Michael in Siegburg zugehörige „Siegburger Hof“ ist restauriert; ein unterhalb des Hofes gelegener Weinberg wird wieder bebaut.
Bis zum 19. Juni 913 befand sich die „rechtmäßige Kirche“ Muffendorf im Besitz des Chorherrenstiftes Weilburg, welches erst 912 von Konrad I. zum Andenken an seinen 906 in der Babenberger Fehde gefallenen Vater Konrad den Älteren gegründet und mit reichem Besitz aus eigenem und Königsgut ausgestattet wurde. Demzufolge befand sich diese Kirche spätestens seit 911 im Besitze Konrads, seinem Krönungsjahr zum König. Aus ihr entwickelte sich die heutige Kapelle Alt St. Martin.
Am 19. Juni 913 kam es zu einem durch den königlichen Kanzler ausgestellten Vertrag zwischen dem Walpurgisstift Weilburg und dem Priester Guntbald, nach dem letzterer „aus dem Besitz des Klosters“ die „rechtmäßigen Kirchen“ Muffendorf und Breidenbach gegen „sein Eigengut zu Breidenbach und Gladenbach“ erhielt. Muffendorf lag damals „im Bonngau in der Grafschaft des andern Eberhard“ (gemeint ist der Ezzone Eberhard, † nach 937, ein Sohn Erenfrieds I., der bis 907 Graf im Bonngau war).
Demnach ist die Urkunde des Bistums Osnabrück, nach welcher bereits König Arnulf von Kärnten  am 12. Dezember 889 die Kirche in Muffendorf (neben denen in Boppard, Düren, Kirchberg und Froitzheim) an dieses verschenkt hätte, sachlich unrichtig. Der Nachweis der Fälschung ist durch Karl Brandi erbracht worden.
Am 20. Mai 979 traf sich Otto II. in seiner Pfalz Allstedt mit Gotzbert, seit 970 Abt des Reichsklosters Hersfeld. Otto II. tauschte hierbei mit Gotzbert seinen königlichen Hof „Moffendorf“ und weitere Besitzungen gegen Kapellen in Allstedt, Osterhausen und Riestedt und Zehntrechte im Gau Friesenfeld und im Hassegau. Zu dem anderen königlichen Besitz gehörte das 906 an seinen Großvater Heinrich I. durch dessen Heirat mit Hatheburg von Merseburg gefallene Klobikau im Hassegau. Muffendorf wurde bereits als königliche „Villa“ errichtet, an welche die karolingische Kirche vermutlich angebaut war. Die Urkunde weist Muffendorf als ein in der „Grafschaft Siegfrieds befindliches Gut“ aus. Graf im Bonngau war damals Hermann I., ab etwa 985 Pfalzgraf von Lothringen. Die eingetauschten Kapellen und Zehntrechte verwendete Otto II. zur Ausstattung des damals zum Gedenken an Otto I. gegründeten Klosters Memleben.
„Auf Bitten und Beschwerde des Abtes Arnold“ restituierte Heinrich II. am 26. Januar 1015 dem Reichskloster Hersfeld die einträglichen Zehntrechte, welche das Kloster an Kaiser Otto II. abtreten musste und nahm dafür die Güter „Moffendorf“ und Klobikau zurück.
Muffendorf blieb aber nicht lange Königsgut. Schon am 24. Juli 1020 schenkte Kaiser Heinrich der Heilige den „Hof Moffendorf“ dem Marienstift Aachen „zum Seelenheile Kaiser Ottos III.“. Dabei wurde der Hof als „in der Grafschaft des Pfalzgrafen Ezzo“ gelegen bezeichnet.
1254 gründeten die Deutschordensritter die Kommende Muffendorf. 1670 verzeichnete Muffendorf mit dem ehemaligen Ort Wattendorf 65 Häuser.
Landesherrlich gehörte Muffendorf bis Ende des 18. Jahrhunderts zum Kurfürstentum Köln und unterstand mit Wattendorf der Verwaltung des Amtes Godesberg(-Mehlem) im Oberamt Bonn. Ab 1816 war Muffendorf eine Gemeinde im Verwaltungsbezirk der Bürgermeisterei Godesberg innerhalb des Kreises Bonn. 1915 wurde die Gemeinde in die Stadt Godesberg eingegliedert. Die Gemarkung Muffendorf in den Grenzen der ehemaligen Gemeinde besteht bis heute.
In dem zwischen 1969 und 1975 bestehenden Beat-Club Underground in Muffendorf spielte die britische Rockband Queen am 13. Oktober 1973 ihr erstes eigenständiges Konzert außerhalb Großbritanniens.

## Bauten
- Die Kommende Muffendorf war eine Niederlassung des Deutschen Ordens
- Pfarrkirche St. Martin, erbaut 1894 bis 1895 von dem in Lüftelberg geborenen Architekten Anton Becker in neugotischem Stil mit zwei kleinen Glasmalereien von Charles Crodel, ausgeführt von Carl Helmut Steckner
- romanische Kirche Alt St. Martin, frühere Pfarrkirche, im Kern um 1100 entstanden, mit umgebendem Friedhof
- Kleine Beethovenhalle, denkmalgeschützte Veranstaltungshalle von 1896

## Impressionen von Muffendorf

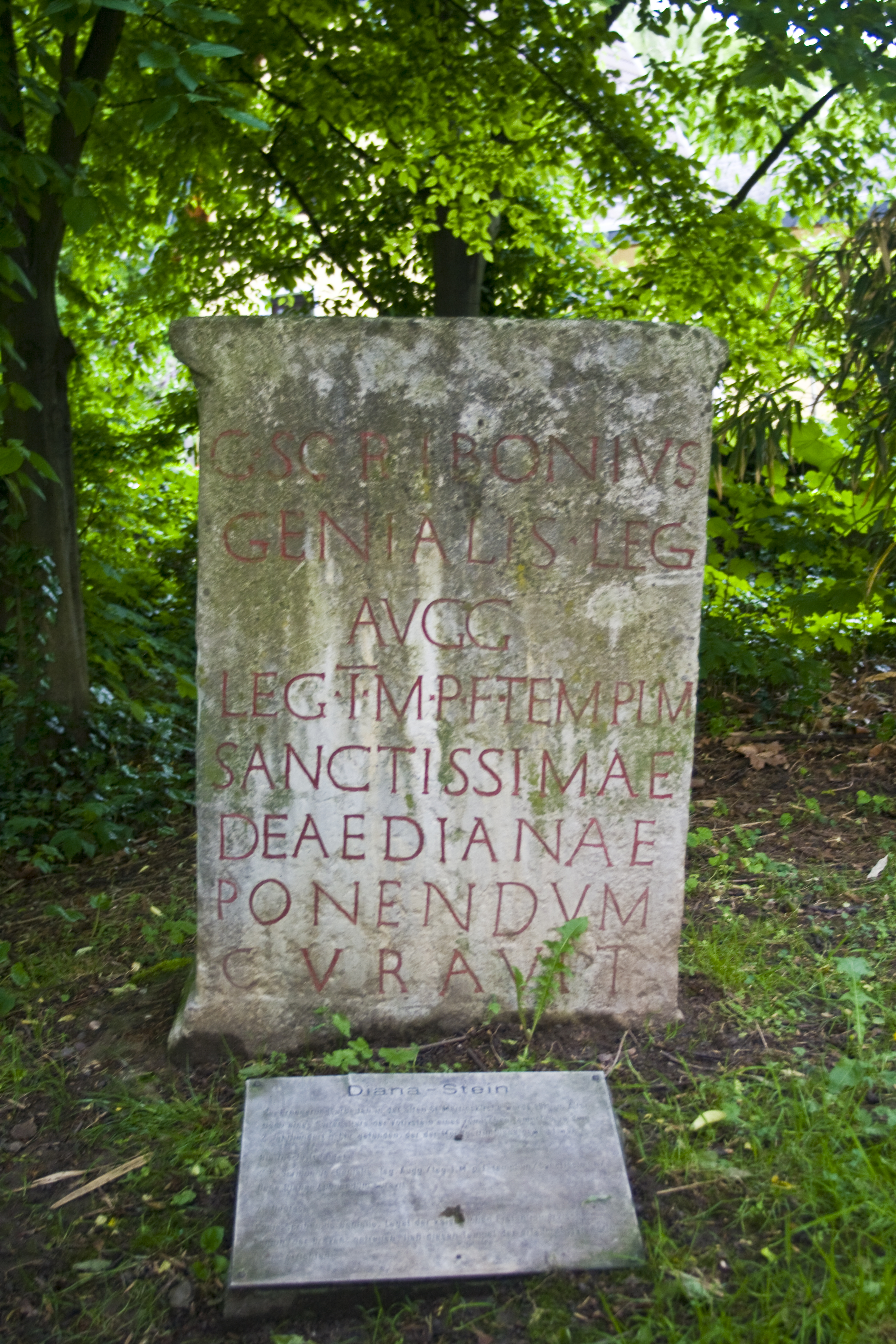
Kopie des „Dianasteins“
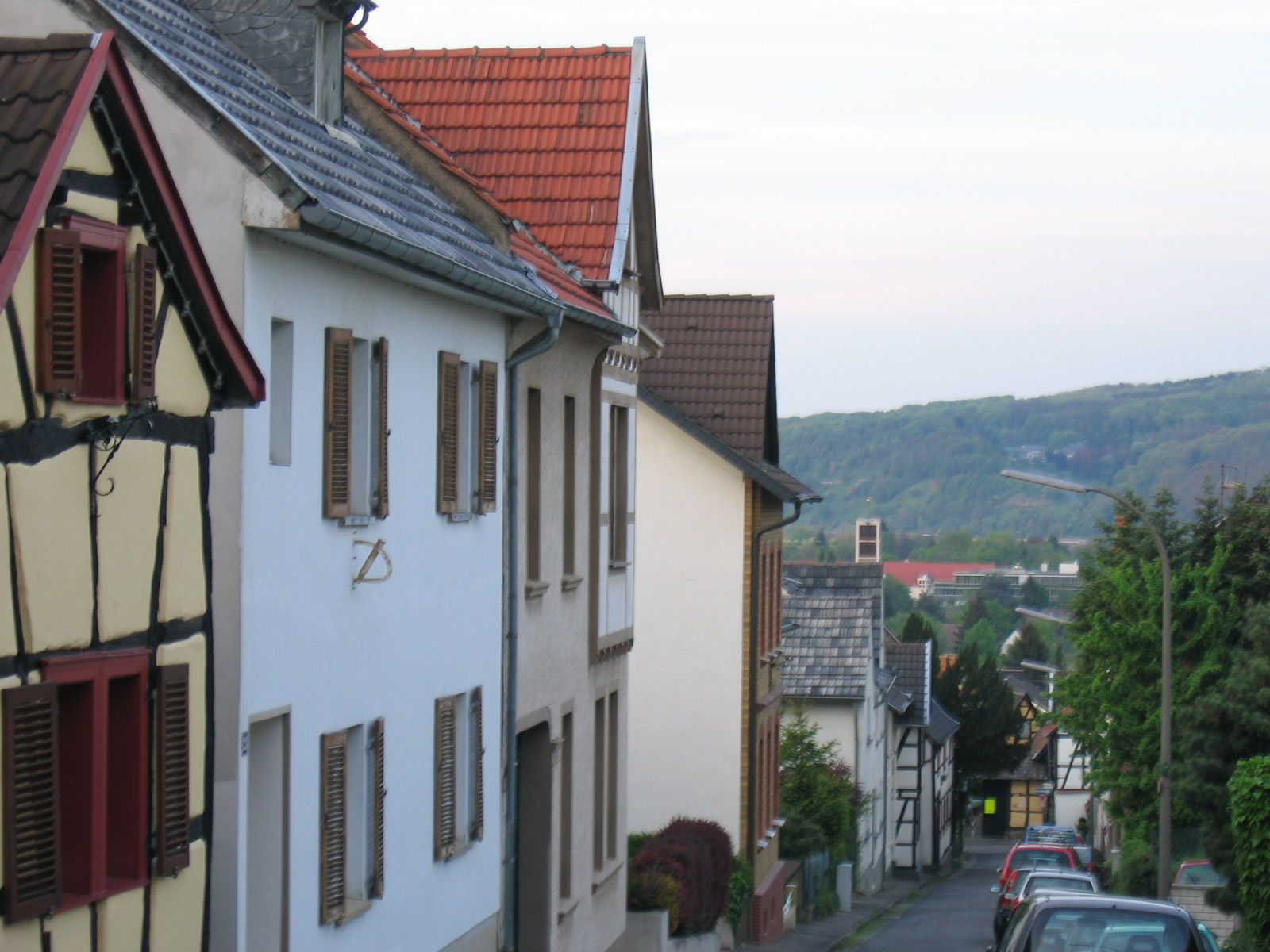
Talblick
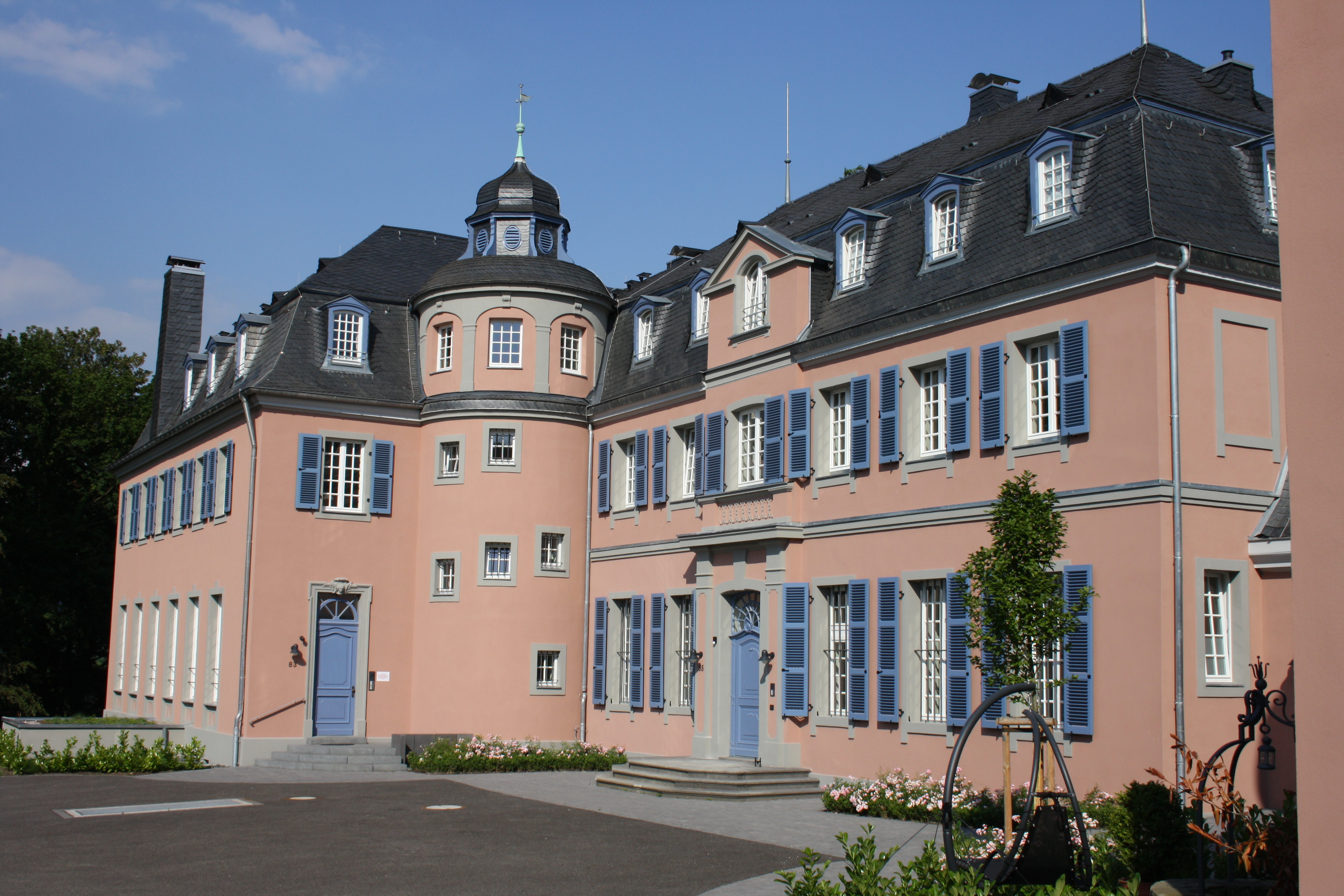
Kommende
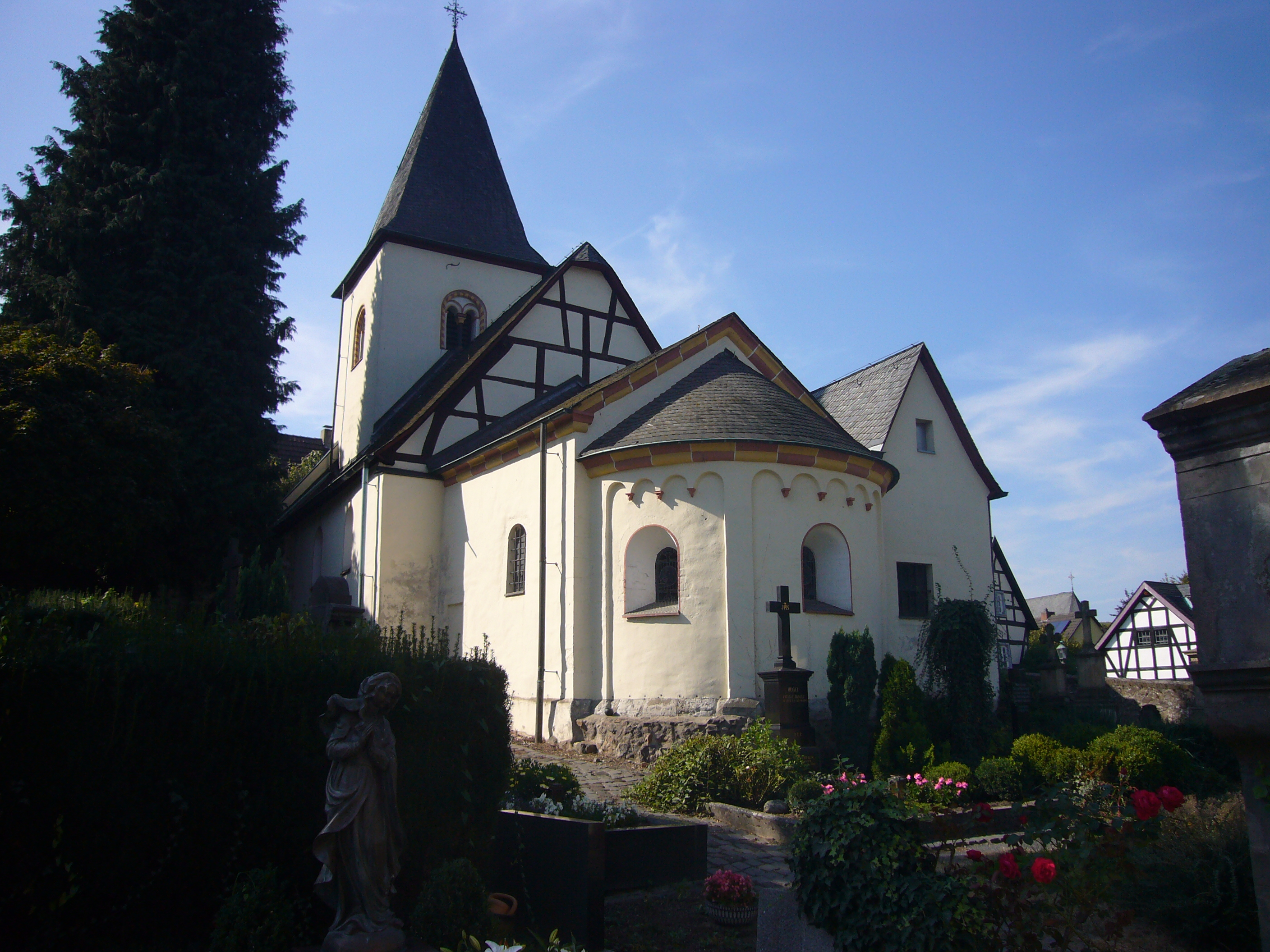
Alt St. Martin
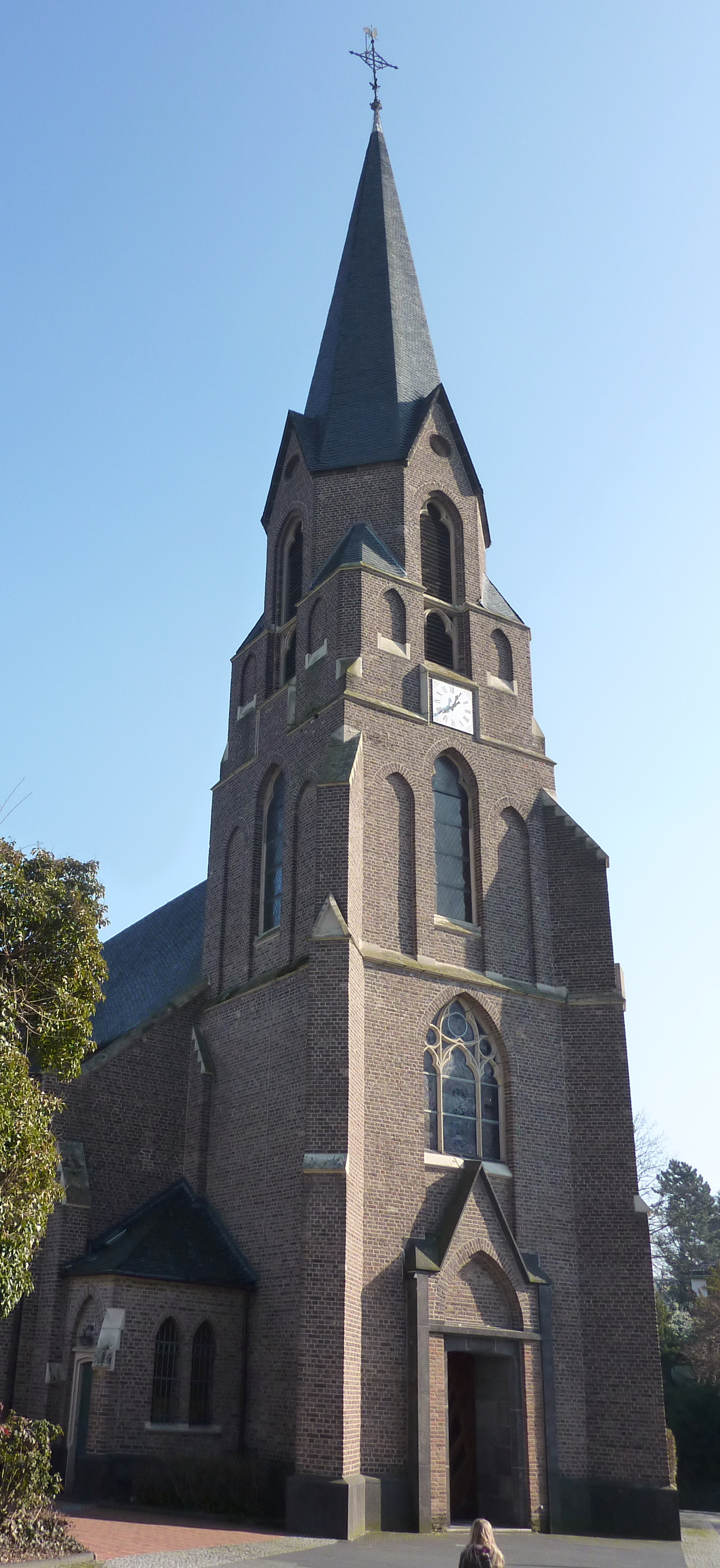
St. Martin

## Kultur
- Einmal jährlich, am ersten Sonntag im September, findet in Muffendorf die Muffenale, eine Handwerks- und Gewerbeschau, statt.
- In der Kleinen Beethovenhalle finden Konzerte, Theater- und Karnevalsveranstaltungen statt.

## Personen
- Der Radiomoderator Frank Wallitzek lebte von 2008 bis 2010 in Muffendorf.
- Der Bildhauer und Maler Heinz Feuerborn (1930–2018) lebte und arbeitete in Muffendorf.
- Der Geiger und Komponist Konstantin Gockel, Fachmann vor allem in Sachen der Neuen Musik, lebt in Muffendorf.
- Der Genremaler Peter Schwingen (1813–1863) wurde in Muffendorf geboren. Seine Dorf- und Kinderbilder zeigen das Erleben im dörflichen Umfeld.
- Während ihrer Zeit in Bonn wohnte die ehemalige Bundeskanzlerin Angela Merkel in Muffendorf (Elfstraße).[11]
- Die Schauspielerin Heide Keller (1939–2021) lebte in Muffendorf und wurde auf dem dortigen Friedhof beigesetzt.[12]